# Pierre Schaeffer
Pierre Henri Marie Schaeffer (14. srpna 1910 – 19. srpna 1995) byl francouzský hudební skladatel, známý jako zakladatel tzv. konkrétní hudby - musique concrète. Byl prvním, kdo použil jako kompoziční prostředek magnetofonový pás. Jeho význam spočívá v tom, že slovník hudební řeči rozšířil na zvuky jakéhokoliv původu.

## Biografie
Pierre Schaeffer se narodil v Nancy. Oba jeho rodiče byli inženýři a zpočátku se zdálo, že je Pierre bude v povolání následovat. Vystudoval technickou univerzitu „École Polytechnique“ a poté pracoval nějaký čas jako inženýr telekomunikací ve Štrasburku. V roce 1936 přechází jako zvukový technik do rozhlasového studia ORTF v Paříži. Zde poprvé začal experimentovat s magnetofonovými záznamy, přičemž využíval benevolence vedení radiostanice, které jej nechalo užívat veškeré vybavení. Zkoušel hrát zvuky pozpátku, různými rychlostmi, mixoval je a dolaďoval s jinými; zkoušel všechny techniky, které byly v té době prakticky neznámé. V roce 1942 spoluzaložil studio, později známé jako „Club d'Essai“, které hrálo roli v aktivitách francouzského odboje během druhé světové války a později se stalo středem hudební činnosti. Jeho prvním dokončenou skladbou, která byla výsledkem právě těchto experimentů, byla Étude aux chemins de fer (Etuda na vlaky) z roku 1948) vytvořená z nahrávek pořízených snímáním zvuků železnice. V roce 1949 společně s Pierrem Henrym založil výzkumný tým pro studium „musique concrète“ (Groupe de Recherche de Musique Concrète), která posléze v roce 1951 přešla pod patronát ORTF, studia vybaveného v té době nejmodernější nahrávací technikou, což Schafferovi umožnilo rozvinout svůj tvůrčí potenciál.
Pravděpodobně nejvýznamnějším Schafferovým dílem, a to i z hlediska teoretického, je kompozice Traité des objets musicaux (Učebnice hudebních objektů) z roku 1966, ve které se pokusil o klasifikaci zvuků podle objektů, které je produkují. Jeho rozdělení tzv. znělých předmětů obsahuje sedm kategorií:
- hmotné objekty
- dynamické objekty
- objekty s harmonizujícími zabarveními
- objekty melodického tvaru
- objekty statické
- řetězce
- modulace

Schaeffer působil též jako pedagog na různých školách, nejvýznamnější je jeho funkce profesora pařížské konzervatoře, kde působil od roku 1968 jako učitel skladby na katedře elektronické hudby.
Ke konci života trpěl Schaeffer Alzheimerovou chorobou. Zemřel v Aix-en-Provence.

## Díla
- Prélude choral et fugue: Roman ISBN 2-08-064551-X
- Étude aux chemins de fer (1948),
- Etudes aux Objets (1959)
- Traité des objets musicaux (1966) ISBN 2-02-002608-2

## Nahrávky
Reprezentativní nahrávkou Schaefferovy produkce je komplet "Oeuvres musicales 1 & 2"